# Arturo Frias
Arturo Frias (* 27. Oktober 1955 in East Los Angeles, Kalifornien, Vereinigte Staaten) ist ein ehemaliger Boxer im Leichtgewicht.
Er gewann seine ersten 20 Profikämpfe und erfuhr in seinem 21. Kampf, Ende Mai 1981, gegen Ernesto España seine erste Niederlage. Im Dezember desselben Jahres errang er den WBA-Weltmeistertitel, als er Claude Noel in einem auf 15 Runden angesetzten Kampf in der 8. Runde K. o. schlug.
Er verteidigte den Titel im Jahr darauf gegen España und verlor ihn an Ray Mancini.